# استان نیاسا
نیاسا یکی از استان‌های کشور موزامبیک است. این استان ۱۳۹،۰۵۶ کیلومتر مربع وسعت دارد و طبق آمار سال ۲۰۰۶ دارای ۱،۰۲۷،۰۳۷ نفر جمعیت است. این استان دارای کمترین تراکم جمعیت در میان استان‌های موزامبیک است. مرکز این استان لیچینگا نام دارد. تخمین زده می‌شود که دست کم ۴۵۰،۰۰۰ نفر از جمعیت این استان از قوم یائو هستند که بیشتر در بخش شرقی و شمالی استان نیاسا زندگی می‌کنند و ۴۰ درصد از جمعیت مرکز این استان، لیچینگا، را تشکیل می‌دهند.